# Димитър Баждаров
Димитър Костадинов Баждаров е български финансист, политик от БКП.

## Биография
Баждаров е роден през 1924 г. Член е на БРП (к.) от 1941 г. Участва в партизанското движение в България, за което е преследван. Заминава за СССР, където завършва финанси в Ленинградския финансово-икономически институт (1951) и става кандидат на икономическите науки (1956).
Връща се в България и започва работа в Министерството на финансите, където преминава през различни назначения от началник на отдел (1951 – 1952), през началник на управление (1956 – 1962), до зам.-министър на финансите (1962 – 1968) и първи зам.-министър на финансите (1969 – 1972), съответно в първото и второто правителство на Тодор Живков. Бил е главен редактор на списание „финанси и кредит“ и народен представител в VI народно събрание. Автор е на публикации свързани с проблемите на финансите.
Умира трагично в катастрофа на 8 декември 1972 г.